# Byron (Minnesota)
Byron – miasto w Stanach Zjednoczonych, w stanie Minnesota, w hrabstwie Olmsted.